# Juan López de Velasco
Juan López de Velasco (Vinuesa, c. 1530-Madrid, 12 de mayo de 1598) fue un cosmógrafo e historiador español del reinado de Felipe II.

## Biografía
Fue cronista mayor de Indias en la segunda mitad del siglo, durante el reinado de Felipe II, desde que sucedió en el cargo a fray Antonio de Guevara y heredó los papeles de Alonso de Santa Cruz, que había sido cosmógrafo mayor, reuniendo ambos cargos.
Intervino en la realización de las Relaciones topográficas de Felipe II, previamente encargadas a Juan Páez de Castro y Ambrosio de Morales.
En 1577 desarrolló un trabajo —«La instrucción y memoria de las relaciones que se han de hacer para la descripción de las Indias»— de relevamiento y organización —por pedido del rey— de datos sistematizados recogidos basándose en 51 preguntas que se realizaban para poder reunir toda una serie de información social, económica, geográfica, cultural, etc. de todos y cada uno de los pueblos, poblados, aldeas y ciudades que componían los dominios de Felipe I.